# 和戰兩手策略
和戰兩手策略，又稱和戰兩手、軟硬兩手、兩手策略，為中華人民共和國對解決台灣問題的統一戰線方針，由共產黨唯物辯證法建立，與中國戰國時期的連橫策略接近。最早起源於中國共產黨領導人毛澤東在國共內戰與國共和談中的策略，透過和平談判與戰爭兩大手段，擴大敵方內部的矛盾，讓敵方自行崩潰，使中國人民解放軍獲得最後勝利，建立中華人民共和國。在兩岸分治形成台灣問題後，中華人民共和國政府持續保持這個策略，希望最終完成中華人民共和國統一臺灣。

## 概論
對於台灣問題，中國共產黨以「和平统一、一國兩制」为基本原则，提出和平談判統一，但同時保持不放棄武力攻台的戰爭手段作為壓力。其目的在於吸引台灣內部的統派團體，支持中國統一，並以戰爭手段對台獨團體施壓。使統派與台獨兩派系間的矛盾升高，政府與民間的衝突增高，激化台灣內部的敵我對立，最終使台灣從內部自行崩潰，完成中國統一。而面对武力攻台可能引发的外军协防台湾，不承诺放弃使用武力。
具體方針為：
1. 對民間：通過對企業家的優待，實施以商逼政，對中華民國政府施壓，進行和談。吸收認同中華人民共和國的民間人士，建立代理人，在台灣內部激化統獨鬥爭，讓社會不安。
2. 對政府：以民間、企業、軍事與外交等手段，增加對中華民國政府的壓力，同時拋出「和平談判、一國兩制」的和平手段，誘使中華民國政府主動提出統一和談。
3. 軍事上：在軍事上，以增加軍備、導彈等手段，利用軍事演習與媒體，宣傳武力解放台灣，使中華民國內部對於抵抗心生恐懼。
4. 外交上：封鎖中華民國對外的外交關係，阻止中華民國政府參加聯合國等國際組織，誘使中華民國邦交國與中華人民共和國建交，同時與中華民國斷交，壓縮中華民國的國際空間。

中國問題專家認為，在2022年中共二十大之後，再次連任中共中央總書記的習近平仍然會保持對台灣的和戰兩手策略。